# ミスター○○の一覧
ミスター○○の一覧（ミスター○○のいちらん）は、とある分野の功績や実績などから「ミスター○○」と称される人物・グループの一覧である。
本一覧では、信用可能な文献などでその確認が可能なもののみ取り扱うものとし、引用する媒体がブログなどの不明確なものしかないものに関しては取り扱わないものとする。また、ここでいう「確認が可能なもの」とは、その人物が何かを発明したり、何かを広めるのに尽力した人物であることを証明する文献などではなく、その文献の中で「ミスター○○」もしくは「Mr. ○○」などと表記されているものを指す。
本一覧では、英語文献でのみその存在が確認されたものについては、五十音表では英語文献に掲載されていた通称をそのまま載せた上で、それに対応すると考えられる日本語訳を括弧書きで掲載している。
また、名前を五十音順に並べる際は、東洋人名はフルネームを、西洋人名などは一番下の名前を元に並べ替えるようにしている。但し、西洋人名の中で一番下の名前だけでなく、その上の名前も一緒に呼ぶことが通例となっていると判断される場合はこの限りではない。

## 人物の五十音順

### あ行
- 青木宣親（あおき・のりちか） - ミスタースワローズ[1]
- 青柳勧（あおやぎ・かん） - ミスター水球[2][3]
- 青山敏弘（あおやま・としひろ）- ミスターサンフレッチェ[4]
- 明石健志（あかし・けんじ）- ミスタースリーベース[5][6]
- 明石康（あかし・やすし） - ミスター国連[7][8]
- 秋山幸二（あきやま・こうじ）- ミスターメイ[9]
- 朝日大輔（あさひ・だいすけ）- ミスターカターレ[10]
- 朝山正悟（あさやま・しょうご）- ミスタードラゴンフライズ[11]
- アダム・ジョーンズ - ミスター短期決戦[12]
- 安部修仁（あべ・しゅうじ） - ミスター牛丼[13][14]
- 新井貴浩（あらい・たかひろ） - ミスター新井[15][16]
- 有藤通世（ありとう・みちよ） - ミスターロッテ[17][18]
- アル・コーン - ミスター・ミュージック[19]
- 安藤百福（あんどう・ももふく） - ミスターヌードル[20][21]
- 池元友樹（いけもと・ともき）- ミスターギラヴァンツ[22]
- 池谷友良（いけや・ともよし）- ミスターロアッソ[23]
- 池山隆寛（いけやま・たかひろ） - ミスタースワローズ[24][25]
- 石井琢朗（いしい・たくろう）- ミスターベイスターズ[26]
- 石毛宏典（いしげ・ひろみち） - ミスターレオ[27][28][29]
- 石破茂（いしば・しげる）- ミスター国防[30]、ミスター政治改革[31]
- 石原克哉（いしはら・かつや）- ミスターヴァンフォーレ[32]
- 礒部公一（いそべ・こういち） - ミスターイーグルス[33]
- 伊藤智仁（いとう・ともひと）- ミスター高速スライダー[34]
- 伊藤宏樹（いとう・ひろき）- ミスターフロンターレ[35]
- 伊藤大海（いとう・ひろみ）- ミスター・ホワイトスモーク[36]
- 伊藤祐樹（いとう・ゆうき）- ミスター日産[37]
- 稲葉篤紀（いなば・あつのり）- ミスターいい人[38]
- 稲葉大樹（いなば・ひろき）- ミスターアルビレックス[39]、ミスター独立リーグ[40]、ミスターBCリーグ[41]
- 今江敏晃（いまえ・としあき）- ミスターロッテ[42][43]
- 今村豊（いまむら・ゆたか） - ミスター競艇[44]、ミスターボートレース[45]
- 岩村明憲（いわむら・あきのり） - ミスタースワローズ[46][47]
- デーブ・ウィンフィールド - ミスターエイプリル[48]
- ジェリー・ウェスト - ミスタークラッチ[49][50]
- ローレンス・ウェルク - ミスター・ミュージック・メーカー[51]
- 内川聖一（うちかわ・せいいち） - ミスター短期決戦[52][53]、ミスターCS[54]
- 内田利雄（うちだ・としお）- ミスターピンク[55]
- フィル・ウッズ - ミスター・アルト・サックス[56]
- 宇野勝（うの・まさる）- ミスターオーガスト[57]
- 宇野沢祐次（うのざわ・ゆうじ）- ミスターパルセイロ[58]
- ウルフルケイスケ - ミスタースマイル[59]
- 衛藤征士郎（えとう・せいしろう）- ミスター議連[60]
- エドガー・マルティネス - ミスターマリナーズ[61]
- 海老一染之助・染太郎 - ミスター正月[62]
- 榎本喜八（えのもと・きはち） - ミスターオリオンズ[63][64]
- 遠藤一彦（えんどう・かずひこ）- ミスター横浜大洋[65]
- 遠藤憲一（えんどう・けんいち）- ミスターVシネ悪役[66]
- 遠藤保仁（えんどう・やすひと）- ミスターガンバ[67]
- 王岐山（おう・きざん）- ミスタークリーン[68]
- 太田椋（おおた・りょう）- ミスターSOKKEN[69]
- 大谷翔平（おおたに・しょうへい）- ミスタージューン[70]
- 大谷秀和（おおたに・ひでかず）- ミスターレイソル[71]
- 小笠原道大（おがさわら・みちひろ） - ミスターフルスイング[72]
- 小笠原満男（おがさわら・みつお）- ミスターアントラーズ[73]
- 小笠原亘（おがさわら・わたる） - ミスター・スモウ・ラブ[74]
- 岡田克也（おかだ・かつや）- ミスタークリーン[75]
- 岡山哲也（おかやま・てつや）- ミスターグランパス[76]
- 荻村伊智朗（おぎむら・いちろう） - ミスター卓球[77][78]
- 小里貞利（おざと・さだとし）- ミスター新幹線[79]
- 小沢仁志（おざわ・ひとし）- ミスターVシネ[80]
- 小野浩（おの・ひろし） - Mr.ドットマン[81][82]

### か行
- カーチ・キライ - ミスターバレーボール[83]
- カール・ルイス - ミスター五輪、ミスターオリンピック[84]
- 河相我聞（かあい・がもん）- Mr.死亡フラグ[85]
- 景浦將（かげうら・まさる）- ミスタータイガース[86]
- 掛布雅之（かけふ・まさゆき） - ミスタータイガース[87][88]
- 片岡功二（かたおか・こうじ）- ミスターヴォルティス[89]
- 桂歌丸（かつら・うたまる） - ミスター笑点[90]
- 門田博光（かどた・ひろみつ）- ミスターホークス[91]
- 川合伸旺（かわい・のぶお）- ミスター悪代官[92]
- 神取忍（かんどり・しのぶ） - ミスター女子プロレス[93][94]
- 木村和司（きむら・かずし）- ミスターマリノス[95]
- 木村拓哉（きむら・たくや）- ミスター月9[96][97]
- 木村政雄（きむら・まさお）- ミスター吉本
- 清原翔平（きよはら・しょうへい）- ミスターツエーゲン[98]
- 銀次（ぎんじ）- ミスターイーグルス[99]
- トニー・グウィン - ミスターパドレス[100]
- 国本和俊（くにもと・かずとし）- ミスターガイナーズ[101]
- 栗山巧（くりやま・たくみ） - ミスターレオ[102][103]
- マイク・グリーンウェル - ミスターレッドソックス[104]
- 黒田正宏（くろだ・まさひろ）- ミスター要領[105]。
- アンドレイ・グロムイコ - ミスターニエット[106][107]
- アル・ケーライン - ミスタータイガース[108]
- ケンドーコバヤシ - Mr.やりたい放題[109][110]
- ジェフ・ゴードン - ミスターNASCAR[111][112]
- 河野臨（こうの・りん） - ミスターパーフェクト[113][114]
- 穀田恵二（こくた・けいじ）- ミスター野党共闘[115]
- 小久保裕紀（こくぼ・ひろき） - ミスターホークス[116][117]
- 3代目 古今亭志ん朝（ここんてい・しんちょう） - ミスター落語[118][119]
- 小島武夫（こじま・たけお） - ミスター麻雀[120][121]
- 児玉清（こだま・きよし） - ミスターアタック[122]
- 小比類巻貴之（こひるいまき・たかゆき） - ミスターストイック[123][124]
- 子安慎悟（こやす・しんご） - ミスター正道空手[125]

### さ行
- ティム・サーモン - ミスターエンゼル[126]
- 西郷泰之（さいごう・やすゆき） - ミスター社会人[127][128]
- 斎藤十朗（さいとう・じゅうろう） - ミスター参議院[129]
- 斎藤雅樹（さいとう・まさき）- ミスター完投[130]
- 齋藤実（さいとう・みのる） - ミスターオリンピック[131]
- 榊原英資（さかきばら・えいすけ） - ミスター円[132][133]
- 榊原定征（さかきばら・さだゆき） - ミスター経団連[134][135]
- 坂本紘司（さかもと・こうじ）- ミスターベルマーレ[136]
- 桜木ジェイアール（さくらぎ・ジェイアール） - ミスターシーホース[137][138]
- 佐古賢一（さこ・けんいち） - ミスターバスケットボール[139][140]
- 佐々木主浩（ささき・かずひろ）- ミスターベイスターズ[141]
- 佐々木朗希（ささき・ろうき）- ミスターパーフェクト[142]
- 佐竹功年（さたけ・かつとし）- ミスター社会人[143]、ミスター社会人野球[144]
- 佐藤寿人（さとう・ひさと）- ミスターサンフレッチェ[145]
- 実信憲明（さねのぶ・のりあき）- ミスターガイナーレ[146]
- 佐原健二（さはら・けんじ） - ミスター東宝特撮[147]
- ラファエル・サラス - ミスター人口[148][149]
- 澤登正朗（さわのぼり・まさあき）- ミスターエスパルス[150]
- 沢良木喬之（さわらぎ・たかゆき）- ミスターセガサミー[151]
- デレク・ジーター - ミスターヤンキース[152][153]、ミスターノベンバー[154]
- エド・シグペン - ミスター・テイスト[155]
- 篠田善之（しのだ・よしゆき）- ミスターアビスパ[156]
- 嶋基宏（しま・もとひろ）- ミスターイーグルス[157]
- ライアン・ジマーマン - ミスターナショナル[158]
- レジー・ジャクソン - ミスターオクトーバー[159][160]
- 城後寿（じょうご・ひさし）- ミスターアビスパ[161]
- 白井健三（しらい・けんぞう） - ミスターツイスト[162][163]
- 白崎浩之（しらさき・ひろゆき）- ミスターソロ[164]、ミスターソロホームラン[165]
- 白鳥翔（しらとり・しょう）- ミスター木曜日[166]
- 陣内智則（じんない・とものり）- ミスター横MC[167]
- サム・ジョーンズ - ミスタークラッチ[168][169]
- ジョー・ジョンソン - ミスタークラッチ[170][171]
- 杉内俊哉（すぎうち・としや）- ミスターメイ[172]
- 杉浦忠（すぎうら・ただし）- ミスターホークス[173]
- 杉浦正則（すぎうら・まさのり） - ミスターアマ野球、ミスター五輪[174][175]
- 鈴井貴之（すずい・たかゆき） - ミスター[176][177][178]、ミスターどうでしょう[179]
- 鈴木啓示（すずき・けいじ）- ミスターバファローズ[180]
- 鈴木孝司（すずき・こうじ）- ミスターゼルビア[181]
- 鈴木誠也（すずき・せいや） - ミスターカープ[182]
- 鈴木尚広（すずき・たかひろ）- ミスター代走[183]
- 鈴木徳彦（すずき・とくひこ）- ミスターJリーグ[184]
- キア・スターマー - ミスター規則[185]
- ソニー・スティット - ミスター・サキソフォン[186]
- 砂川誠（すなかわ・まこと）- ミスターコンサドーレ[187]
- 関暁夫（せき・あきお）- Mr.都市伝説[188][189]
- 曽ヶ端準（そがはた・ひとし）- ミスターアントラーズ[190]
- 曽田雄志（そだ・ゆうし）- ミスターコンサドーレ[191]
- 外木場義郎（そとこば・よしろう）- ミスターパーフェクト[192]

### た行
- 高岩成二（たかいわ・せいじ）- ミスター平成仮面ライダー[193]
- 高木守道（たかぎ・もりみち） - ミスタードラゴンズ[194][195]
- 高梨英夫（たかなし・ひでお） - ミスター社会人[196][197]
- 高橋健二（たかはし・けんじ）- ミスターモンテディオ[198]
- 高橋まこと（たかはし・まこと） - ミスター・エイトビート[199]
- 高橋義希（たかはし・よしき）- ミスターサガン、ミスターサガン鳥栖[200]
- 高松大樹（たかまつ・だいき）- ミスタートリニータ[201]
- 立浪和義（たつなみ・かずよし） - ミスタードラゴンズ[202][203]、ミスター二塁打[204]
- 田中政則（たなか・まさのり）- ミスター日立[205]
- 田中幸雄（たなか・ゆきお） - ミスターファイターズ[206][207]、ミスター日ハム[208]
- 田場亮平（たば・りょうへい）- ミスター補強[209]
- 田畑政治（たばた・まさじ） - ミスターオリンピック[210][211]
- 田淵幸一（たぶち・こういち） - ミスタータイガース[212][213]
- 千葉直樹（ちば・なおき）- ミスターベガルタ[214]
- 千原せいじ（ちはら・せいじ）- ミスターがさつ[215]
- 蝶野正洋（ちょうの・まさひろ） - ミスターG1[216][217]
- 土田國保（つちだ・くにやす） - ミスター警視庁[218][219]
- エディ・ロックジョー・デイヴィス - ミスター・タフ・テナー[220]
- テオスカー・ヘルナンデス - ミスター・シーズ[221]
- 天龍源一郎（てんりゅう・げんいちろう） - ミスタープロレス[222][223]
- リー・ドーシー - Mr.TNT[224]
- 戸次重幸（とつぎ・しげゆき） - ミスター残念[225][226]

### な行
- 長池徳士（ながいけ・あつし） - ミスターブレーブス[227][228]
- 中島健人（なかじま・けんと）- Mr.カルボナーラ[229]
- 中島裕之（なかじま・ひろゆき）- ミスターライオンズ[230]
- 永島昭浩（ながしま・あきひろ）- ミスター神戸[231]
- 長嶋茂雄（ながしま・しげお） - ミスター[232]、ミスター巨人[233]、ミスタージャイアンツ[234]、ミスタープロ野球[235]
- 長妻昭（ながつま・あきら）- ミスター年金[236]
- 中村憲剛（なかむら・けんご）- ミスターフロンターレ[237]
- 中村奨吾（なかむら・しょうご） - ミスターロッテ[238][239]
- 中村紀洋（なかむら・のりひろ）- ミスターフルスイング[240]
- 中村亮太（なかむら・りょうた）- ミスターブラウブリッツ[241]
- 中山太郎（なかやま・たろう）- ミスター憲法[242]
- 中山雅史（なかやま・まさし）- ミスタージュビロ[243]
- 新井山祥智（にいやま・しょういち）- ヴァンラーレ[244]
- 二岡智宏（におか・ともひろ）- ミスター右中間[245]
- 西澤潤一（にしざわ・じゅんいち） - ミスター半導体[246][247]
- 西沢道夫（にしざわ・みちお） - ミスタードラゴンズ[248][249]
- 西田幸治（にしだ・こうじ） - ミスター座王[250][251]
- 野口裕司（のぐち・ひろし）- ミスターサンガ[252]
- 野村祐輔（のむら・ゆうすけ）- ミスター先発[253]

### は行
- ゴーティ・ハウ - ミスターホッケー[254][255]
- バカリズム - ミスターIPPON
- 羽田孜（はた・つとむ）- ミスター政治改革[256]
- 初芝清（はつしば・きよし） - ミスターロッテ[257]、ミスターマリーンズ[258]
- バナナマン - ミスターイロモネア[259][260]
- 原田武男（はらだ・たけお）- ミスターV・ファーレン[261]
- アーニー・バンクス - ミスターカブ[262]
- 半田悠斗（はんだ・ゆうと） - ミスターパーフェクト[263][264]
- 英智（ひでのり）- ミスター守備固め[265]
- 平尾誠二（ひらお・せいじ） - ミスター・ラグビー[266]
- チャンシー・ビラップス - ミスタービッグショット[267][268]
- グラハム・ヒル - ミスターモナコ[269]
- レオナルド・フィオラヴァンティ - ミスターフェラーリ[270]
- 深澤弘（ふかさわ・ひろし） - ミスターショウアップナイター[271]
- 福浦和也（ふくうら・かずや）- ミスターツーベース[272]
- 福田正博（ふくだ・まさひろ） - ミスターレッズ[273][274]
- 福原康太（ふくはら・こうた）- ミスターレノファ[275]
- 藤井康雄（ふじい・やすお） - ミスターブルーウェーブ[276][277]、ミスターオリックス[278]
- 藤田哲也（ふじた・てつや） - ミスター・トルネード[279][280]
- 藤村富美男（ふじむら・ふみお） - ミスタータイガース[281][282]
- 藤山竜仁（ふじやま・りゅうじ）- ミスター東京[283]
- 毒島章一（ぶすじま・しょういち） - ミスターフライヤーズ[284][285]
- コービー・ブライアント - ミスター81[286][287]
- ジェームス・ブラウン - ミスターダイナマイト[288]
- アベリー・ブランテージ - ミスターアマチュア[289][290]
- 古田敦也（ふるた・あつや）- ミスタースワローズ[291]
- 古田昌幸（ふるた・まさゆき） - ミスター都市対抗[292][293]
- 不破哲三（ふわ・てつぞう）- ミスター共産党[294]
- ジョニー・ペスキー - ミスターレッドソックス[295]
- カート・ヘニング - ミスターパーフェクト[296][297]
- バスター・ポージー - ミスタージャイアンツ[298]
- アーネスト・ホースト - ミスターパーフェクト[299]
- 堀田哲爾（ほった・てつじ）- Mr.フットボール[300]
- 堀幸一（ほり・こういち）- ミスターロッテ[301]
- 堀井翼（ほりい・つばさ） - Mr.やりたい放題[302]
- 本間勲（ほんま・いさお）- ミスターアルビレックス[303]
- 本間幸司（ほんま・こうじ）- ミスターホーリーホック[304]

### ま行
- ローガン・マーティン - ミスターパーフェクト[305]
- 槙原寛己（まきはら・ひろみ） - ミスターパーフェクト[306][307]
- 松井稼頭央（まつい・かずお） - ミスターレオ[308][309]
- 松田直樹（まつだ・なおき）- ミスターマリノス[310]
- 松田宣浩（まつだ・のぶひろ）- ミスターホークス[311]
- 松中信彦（まつなか・のぶひこ）- ミスターホークス[278]
- 松波正信（まつなみ・まさのぶ）- ミスターガンバ[312]
- 松原誠（まつばら・まこと） - ミスターホエールズ[313][314]
- マツモトクラブ - ミスター敗者復活[315]
- マニー・マチャド - ミスターマイアミ[316]
- ピエロルイジ・マルティニ - ミスターミナルディ[317]
- 水野達稀（みずの・たつき）- ミスタースリーベース[318]
- ミニー・ミノーソ - ミスターホワイトソックス[319][320]
- 宮﨑大輔（みやざき・だいすけ） - ミスターハンドボール[321][322]
- 宮崎恭行（みやざき・やすゆき）- ミスターイーグルス[323]
- 宮本恒靖（みやもと・つねやす）- ミスターガンバ[67]
- 村上誠一郎（むらかみ・せいいちろう）- ミスター自民党[324]
- 村田修一（むらた・しゅういち）- ミスター引退試合[325]
- 村山実（むらやま・みのる） - ミスタータイガース[326][327]
- 森島寛晃（もりしま・ひろあき）- ミスターセレッソ[328]
- 森田淳悟（もりた・じゅんご）- ミスターバレーボール[329]
- 森野将彦（もりの・まさひこ）- ミスター3ラン[330]
- 森保一（もりやす・はじめ）- ミスターサンフレッチェ[331]
- 森山泰行（もりやま・やすゆき）- ミスターFC岐阜[332][333]

### や行
- 矢部治郎（やべ・じろう）- ミスター奈良クラブ[334]
- 山内一弘（やまうち・かずひろ）- ミスターオリオンズ[335]
- 山崎慎太郎（やまさき・しんたろう）- ミスターフルカウント[336]
- 山﨑武司（やまさき・たけし）- ミスターイーグルス[337]
- 山下貴司（やました・たかし） - ミスター議員立法[338][339]
- 山田勝己（やまだ・かつみ） - ミスターSASUKE[340][341]
- 山田哲人（やまだ・てつと） - ミスタースワローズ[342][343]、ミスタートリプルスリー[344][345]
- 山田久志（やまだ・ひさし） - ミスターサブマリン[346][347]
- 山本浩二（やまもと・こうじ） - ミスター赤ヘル[348][349]
- 山本貴司（やまもと・たかし） - ミスターバタフライ[350][351]
- 横竹翔（よこたけ・つばさ）- ミスター高知ユナイテッド[352]
- 横溝三郎（よこみぞ・さぶろう） - ミスター箱根駅伝[353]

### ら行
- ジミー・ラッシング - ミスター・ファイヴ・バイ・ファイヴ[354]
- ジョージ・ラッセル - ミスターサタデー
- ラモス瑠偉（らもす・るい）- ミスターヴェルディ[355]
- 梁勇基（りゃん・よんぎ）- ミスターベガルタ[356]
- フランシスコ・リンドーア - ミスタースマイル[357]
- タフィ・ローズ - ミスターバファローズ[358]
- ケニー・ロジャース - ミスター・ウォーム・アット・ハート[359]
- ブルックス・ロビンソン - ミスターオリオールズ[360]

### わ行
- 若林正俊（わかばやし・まさとし） - ミスターリリーフ[361][362]
- 若松勉（わかまつ・つとむ） - ミスタースワローズ[363][364]
- 脇阪寿一（わきさか・じゅいち） - ミスターSUPER GT[365]、ミスターGT[366]
- 渡辺俊介（わたなべ・しゅんすけ） - ミスターサブマリン[367][368]
- 和波智広（わなみ・ともひろ）- ミスターヴィアティン[369]
- 笑い飯（わらいめし） - ミスターM-1[370][371]